# Same szały, jeden wolny
Same szały, jeden wolny – album kompilacyjny Wandy Kwietniewskiej, wydany na nośniku kasety magnetofonowej w 1993 roku nakładem wydawnictwa Laser Sound.

## Lista utworów
źródło:.
Strona A
1. „Bilet na dno” – 2:53
2. „Na godzinę przed świtem” – 4:53
3. „Poczta pantoflowa” – 2:59
4. „Do szpiku kości” – 5:04
5. „Za nami ten grzech” – 3:22

Strona B
1. „Tylko tobie ogień” – 4:11
2. „Znowu paskuda” – 3:39
3. „6.22” – 2:53
4. „Powiewaj mi” – 3:53
5. „To naprawdę niesłychane” – 4:05